# Çimenceğiz, Polatlı
Çimenceğiz là một xã thuộc huyện Polatlı, tỉnh Ankara, Thổ Nhĩ Kỳ. Dân số thời điểm năm 2011 là 68 người.